# Кайхосро, князь Мухранский
Кайхосро Мухранбатони (груз. ქაიხოსრო მუხრანბატონი; ум. 3 октября 1629) — грузинский тавади («князь») из семьи Багратионов-Мухранских, боковой ветви царской династии Багратионов, правивших в Картли. Он был князем (мухранбатони) Мухрани, ex officio командующим в садрошо Шида-Картли и регентом в Картли с 1625 по 1626 год. Во время междоусобной войны в 1626 году Кайхосро выступил на стороне Георгия Саакадзе против царя Теймураза I и последовал за ним в ссылку в Османскую империю, где они оба, после трёх лет пребывания на военной службе, были обвинены в измене и преданы смерти.

## Биография
Кайхосро был сыном Вахтанга I и младшим братом Теймураза I, после гибели которого в битве при Марабде с Сефевидами он унаследовал владения Мухрани в 1625 году. Кайхосро находился в союзе с военачальником Георгием Саакадзе, который помог ему стать регентом Картли во время антииранского восстания, к огорчению его соперника Зураба I, князя Арагви. Зураб I, подозрительно относившийся к замыслам этих союзников и склонный полагать, что его брат Георгий, женатый на дочери Кайхосро, участвовал в заговоре против него, ослепил Георгия и заключил союз с кахетинским царём Теймуразом I, которому Саакадзе пытался помешать вступить на картлийский престол.
Раскол в рядах грузинского дворянства вылился в междоусобную войну 1626 года. Саакадзе и Кайхосро потерпели поражение в сражении с Теймуразом I и его союзниками при Базалети и бежали в Османскую империю, где поступили на военную службу к султану. Мухрани же был захвачен Теймуразом I и отдан во владение своему сыну Давиду, в то время как дети и племянники Кайхосро укрылись в западной Грузии, в Имеретинском царстве. И Саакадзе, и Кайхосро стали жертвами интриг при османском дворе. Они были обвинены в измене и обезглавлены по приказу великого визиря Гази Экрема Хюсрев-паши в 1629 году.

## Семья
Князь Кайхосро был женат на Тинатин (ум. 1627), дочери Мамии II Гуриели, князя Гурии. У них было три сына и три дочери:
- Ашотан II (ум. 1697), князь Мухранский (1688—1692).
- Баграт (fl. 1618—1622), был женат на Кетеван, дочери князя Паремуза Амилахвари, у них было два сына Свимон и Николоз (в будущем епископ Болниси). Его потомство процветало вплоть до 1795 года.
- Доментий (ум. 1676), католикос-патриарх Грузии под именем Доментия III (1660—1676).
- Дедисимеди (ум. 1671), жена Папуны Цицишвили (ум. 1663), князь Нижнего Сацициано.
- Елена (ум. после 1675), жена Георгия (ум. после 1647), сына Нузгара I, князя Арагви.
- Тинатин, жена князя Элизбара Багратион-Давитишвили[5], князя Садавитишвило.

## В культуре
Кайхосро стал персонажем романа Анны Антоновской «Великий Моурави».